# JPMorgan Chase Tower (Houston)
La JPMorgan Chase Tower es un rascacielos ubicado en el centro de la ciudad de Houston, Texas (Estados Unidos). Al principio fue bautizado con el nombre de Texas Commerce Tower. Se trata del edificio más alto de Houston y Texas. Mide 305 metros de altura y consta de 75 plantas que albergan oficinas. Las obras acabaron en 1982.
La torre se empezó a levantar en el número 600 de Travis Street en 1978. Fue diseñado por los arquitectos I. M. Pei & Partners. Según los planos iniciales se proyectaron 80 plantas, pero la FAA expresó su preocupación por la excesiva altura del proyecto, que podía interferir peligrosamente con los aviones que despegan y aterrizan en el cercano Aeropuerto William P. Hobby.
El rascacielos sobrepasó al Aon Center de Los Ángeles como el edificio más alto de los Estados Unidos al oeste del río Misisipi. Se mantuvo en esa posición hasta la finalización de la construcción del U.S. Bank Tower en Los Ángeles en 1989.
La JPMorgan Chase Tower está también conectada con el Houston Downtown Tunnel System. Este sistema forma una red subterránea de túneles para viandantes y conducciones de climatización que une, al menos, veinticinco rascacielos de esta parte de la ciudad. Tiene un observatorio en la planta 60, desde el cual se puede ver una panorámica de toda la ciudad de Houston.